# Kabardinka (Krasnodar)
Kabardinka (del ruso: Кабардинка) es un seló del ókrug urbano de Gelendzhik del krai de Krasnodar, en el sur de Rusia. Está situado en la costa nororiental del mar Negro, en el este de la bahía de Tsemés y junto al cabo Doob, a los pies de la cordillera de Markotj, 12 km al noroeste de Gelendzhik y 92 km al suroeste de Krasnodar. Tenía 7 550 habitantes en 2010.
Es cabeza del municipio Kabardinski, al que pertenecen asimismo Afonka, Vinográdnoye y Márina Roshcha.

## Historia
El primer asentamiento en el emplazamiento de la actual Kabardinka del que se han hallado restos (en las décadas de 1960 y 1970) se remonta a los siglos VII a. C.-V a. C. Se hallaron trozos de ánforas y diferentes recipientes en los que los comerciantes griegos llevaban el vino. Los colonos griegos antiguos asimiliaron intensivamente toda la costa del mar Negro, construyendo ciudades y colonias. 
La zarina Catalina II promulgó un decreto que alentaba a la inmigración de colonos extranjeros para poblar Rusia. Muchos de los griegos que vivían en el Imperio otomano optaron por establecerse en la costa del mar Negro. Durante la guerra del Cáucaso (1817-1864) se construyó una línea de fuertes a lo largo de la costa para vencer la resistencia de los serranos a someterse. En 1836, en el emplazamiento de la actual Kabardinka, se erigió el fuerte Aleksandriski. Al mismo tiempo se construía el fuerte Aleksandriya en el actual Sochi, por lo que por la confusión entre los nombres Nicolás I decidió llamar al primero Kabardinski y al segundo Navaguinski en 1839. Tras el fin de la guerra continuó la inmigración no sólo rusa sino griega y armenia desde el imperio otomano y la emigración de circasianos a Turquía. Recibió oficialmente el nombre actual en 1869. Un censo de 1870 refleja 65 familias, el grueso de los cuales eran griegos emigrantes que habían venido de Trebisonda a Batumi y poco más tarde a la bahía de Tsemes. En 1872 se construyó la iglesia de San Panteleimón. En la localidad se construyó una escuela primaria y una escuela parroquial. A finales del siglo XIX se comienza a desarrollar como balneario.
Tras la revolución soviética se crearon dos koljoses, uno ruso y uno griego, en los que se cultivaba tabaco y uva. Según el censo de 1920 en Kabardinka vivían 2 140 personas y había dos escuelas, una rusa y una griega. En 1922 las mejores dachas frente al mar se entregaron a la Dirección de los balnearios del Kubán y el Mar Negro. En ellas los trabajadores del ferrocarril de Vladikavkaz han instalado un sanatorio-albergue para niños vagabundos. En 1941 existían en la localidad seis complejos: dos sanatorios, dos campamentos de pioneros y seis albergues. 
Durante la Gran Guerra Patria fue fuertemente dañada por los bombardeos alemanes en las batallas por Novorosíisk. Tras el conflicto, fue reconstruida. En la década de 1960 se impulsó el desarrollo del complejo balneario.

## Demografía
| 1959  | 1970  | 1979  | 1989  | 2002  | 2010  |
| ----- | ----- | ----- | ----- | ----- | ----- |
| 2 685 | 3 988 | 5 487 | 7 640 | 7 301 | 7 550 |

## Economía y transporte
La principal actividad económica de la localidad es el turismo. Junto a la costa se hallan varios complejos vacacionales. 
Por la localidad pasan las carreteras federales M4 Don Moscú-Novorosíisk y M27 Novorosíisk-frontera abjasa, que comparten calzada en este tramo.

## Galería

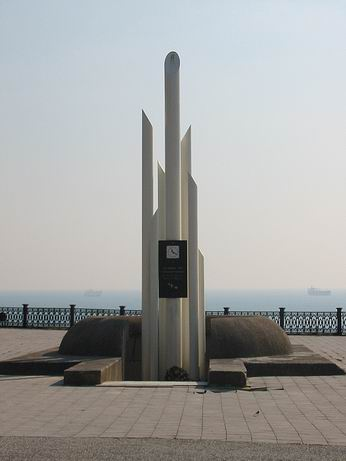
Monumento en el cabo Doob.
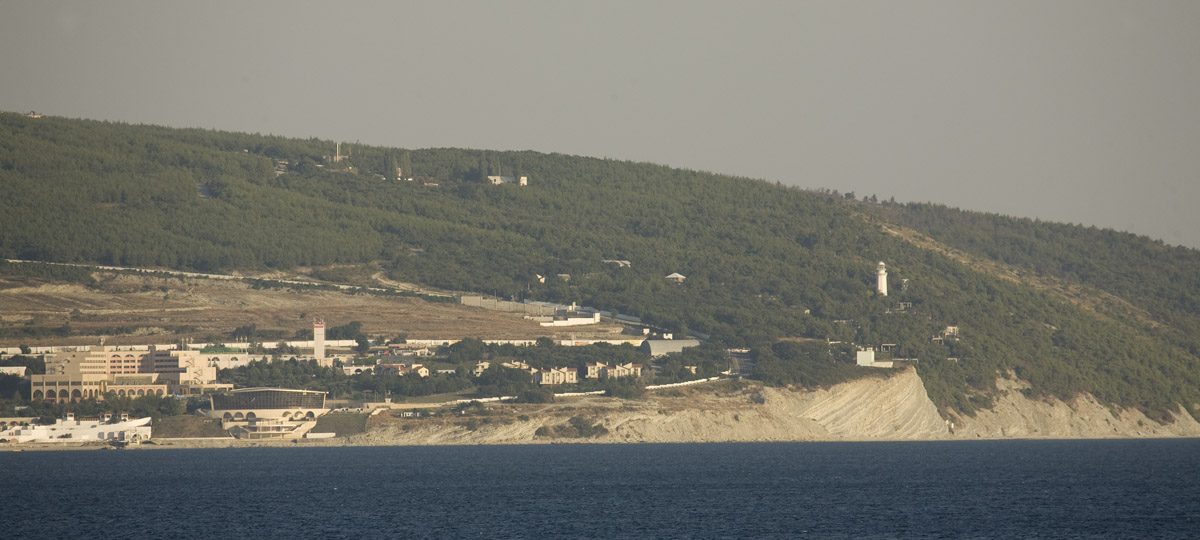
Faro en el cabo Doob, a la izquierda, Kabardinka.
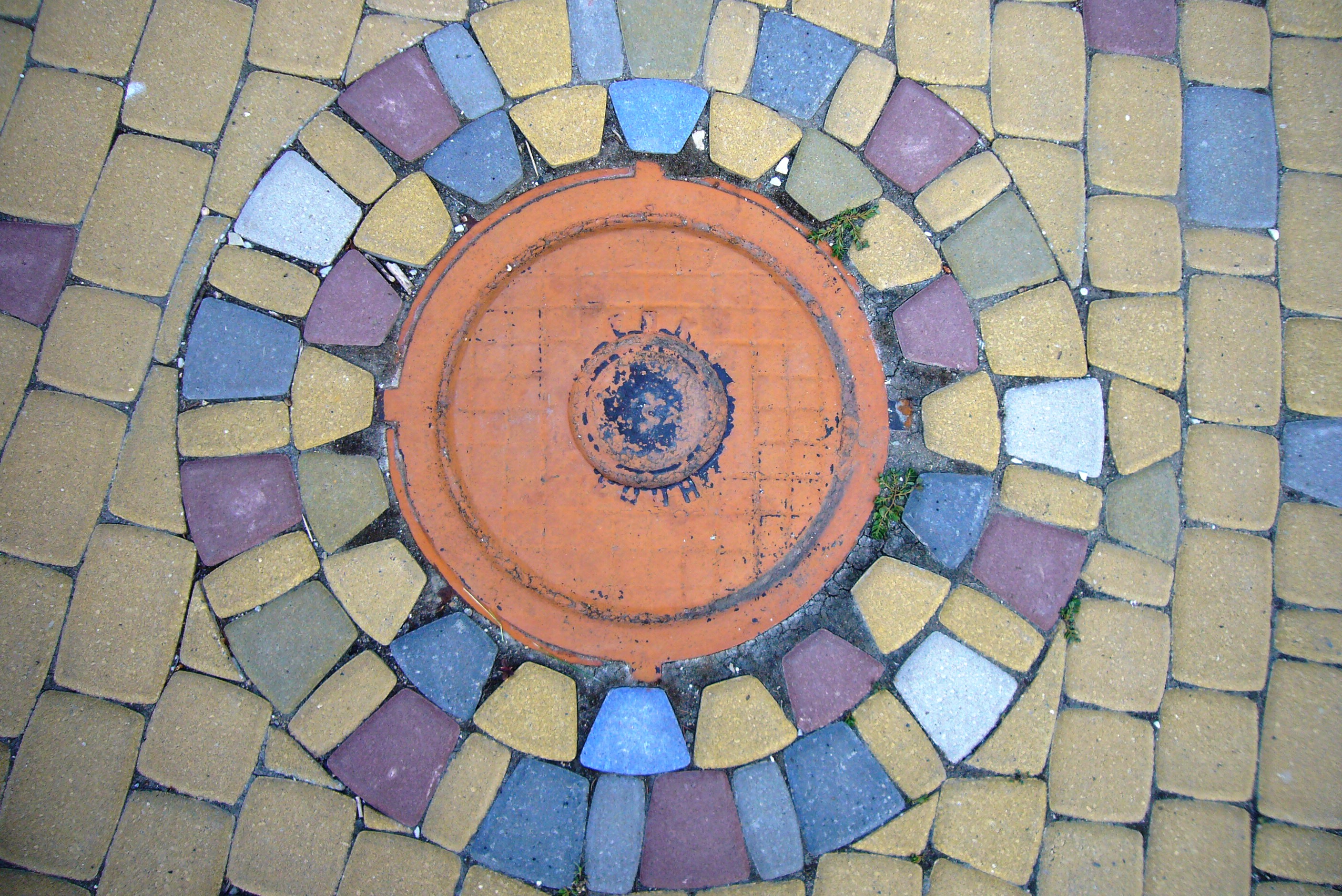
Tapa de alcantarilla decorada.